# Moult-Chicheboville
Moult-Chicheboville ist eine französische Gemeinde mit 3404 Einwohnern (Stand 1. Januar 2022) im Département Calvados in der Region Normandie. Sie gehört zum Arrondissement Caen und zum Kanton Troarn.
Die Gemeinde entstand als Commune nouvelle im Zuge einer Gebietsreform zum 1. Januar 2017 durch die Fusion der zwei ehemaligen Gemeinden Chicheboville und Moult, die nun Ortsteile von Moult-Chicheboville darstellen. Moult fungiert als „übergeordneter Ortsteil“ als Verwaltungssitz.

Das Gemeindegebiet wird vom Flüsschen Muance durchquert.

## Gemeindegliederung
| Ortsteil                  | ehemaliger INSEE-Code | Fläche (km²) | Einwohnerzahl (2016) |
| ------------------------- | --------------------- | ------------ | -------------------- |
| Chicheboville             | 14158                 | 07,54        | .0515                |
| Moult (Verwaltungssitz)00 | 14456                 | 10,26        | 2.451                |

## Sehenswürdigkeiten
- Chicheboville:
  - Kirche Saint-Martin, Monument historique[3]
  - Kirche Notre-Dame
  - Schloss, Monument historique[4]
- Moult:
  - Kirche Saint-Anne, Monument historique[5]

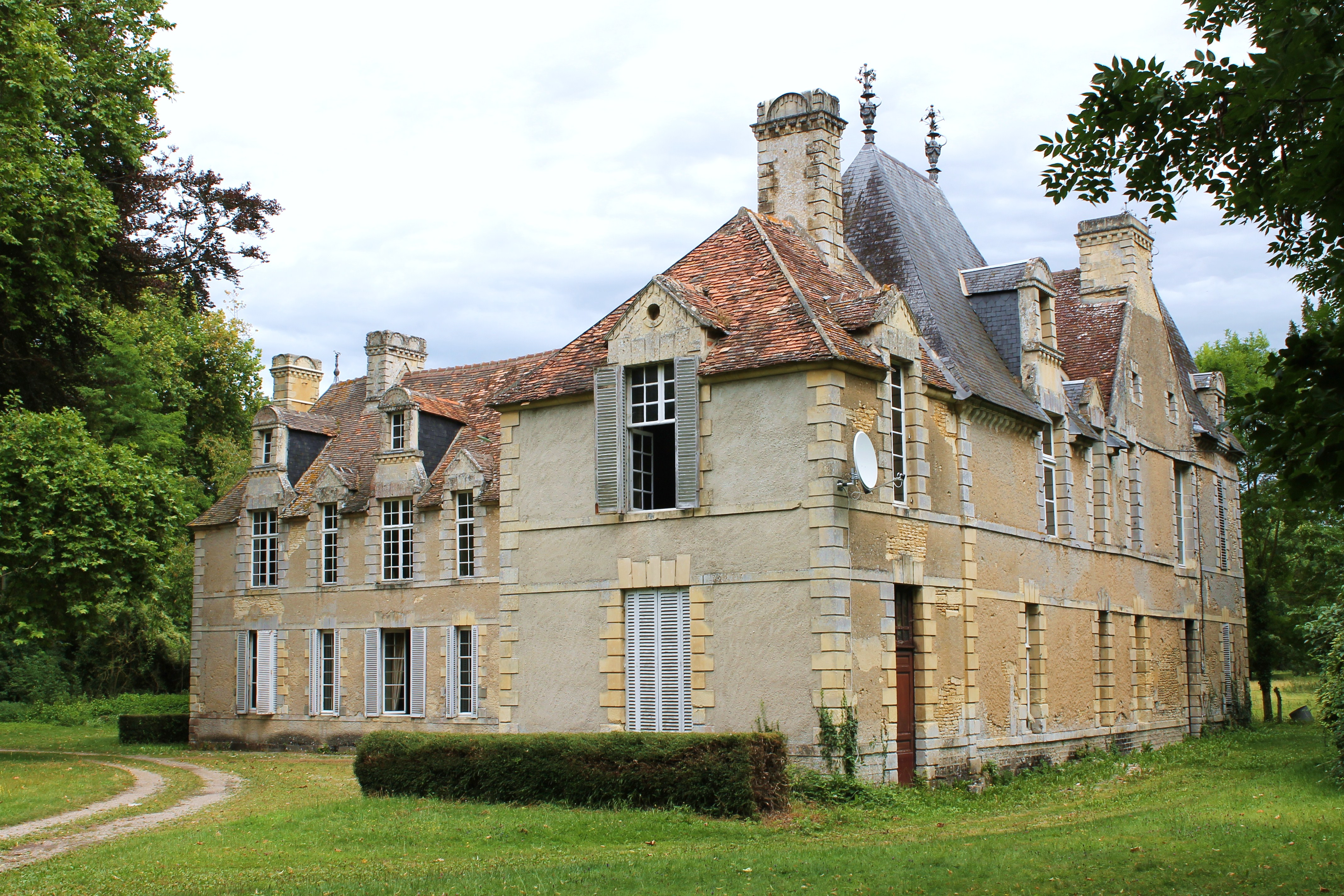
Schloss in Chicheboville
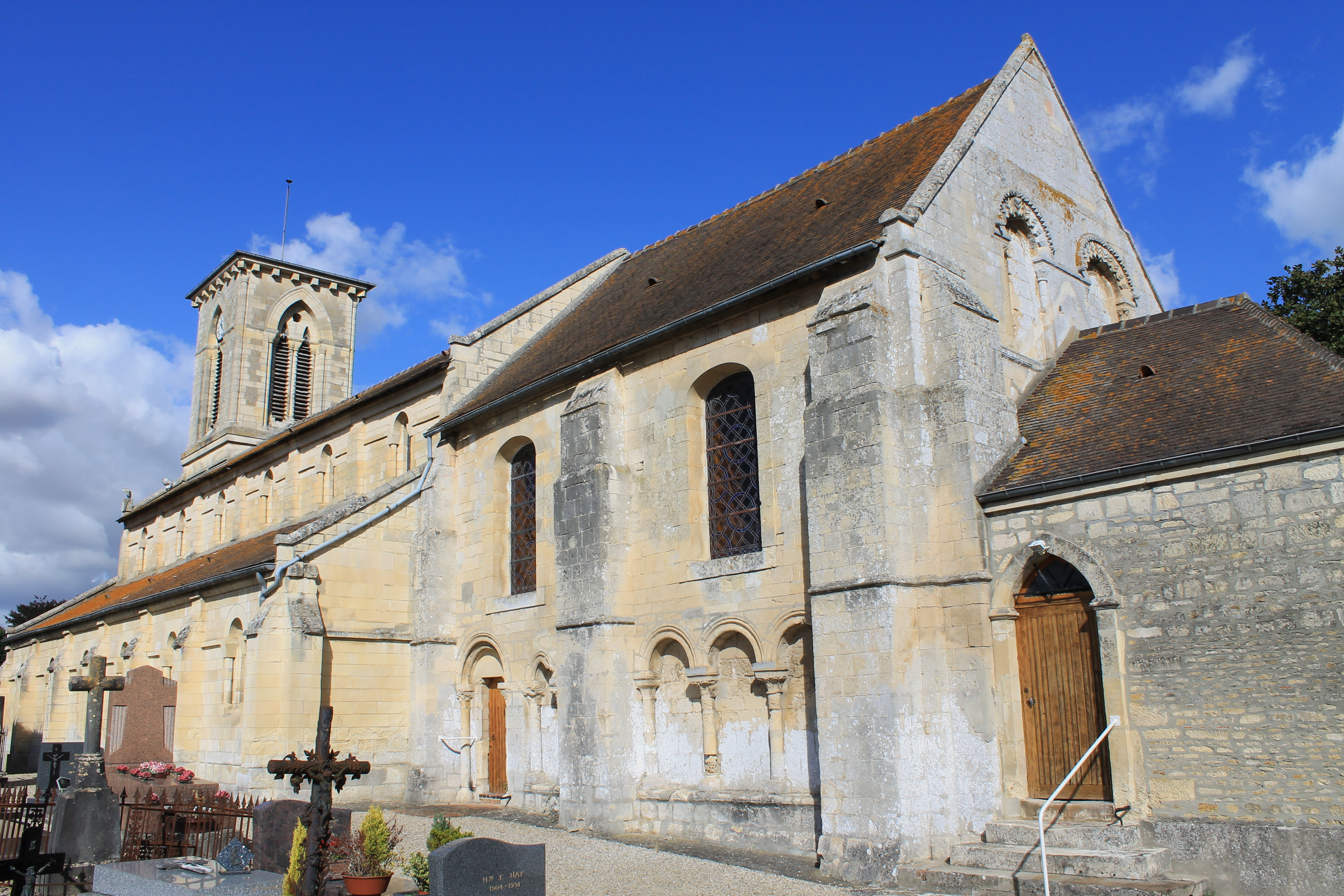
Kirche Saint-Anne in Moult